# NGC 7808
NGC 7808 este o seyfert 1 galaxy⁠(d) situată în constelația Balena. A fost descoperită în 1886 de către Frank Muller. Se află la o distanță de 124 de megaparseci de Pământ.